# 臼井哲夫

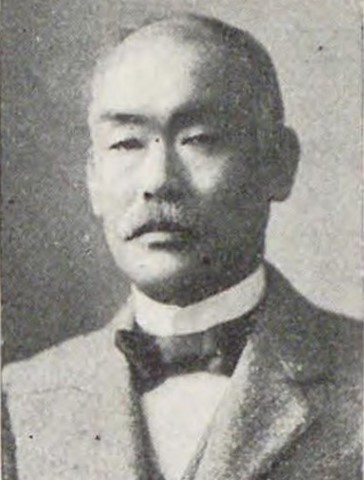
臼井哲夫

臼井 哲夫（うすい てつお、1863年3月18日（文久3年1月29日）- 1935年（昭和10年）6月29日）は、日本の実業家、政治家。衆議院議員。

## 経歴
肥前国高来郡島原村（現:長崎県島原市）で、臼井三平の長男として生まれる。島原学校、松風義塾、小叩塾などを経て慶應義塾で学ぶ。
1880年、同志と共に西海日報社を創立し、翌年まで同紙の記者を務めた。1888年、日本輸出米商社事務長に就任。以後、総武鉄道庶務課長、近江鉄道取締役、磯湊鉄道取締役、上野鉄道社長、吾妻川電力社長などを歴任した。
1883年、長崎県会議員に当選。1898年8月、第6回衆議院議員総選挙において長崎県第三区から出馬し当選。その後、第8回、第9回、第10回総選挙でも当選。1909年、日本製糖汚職事件で検挙され、同年4月28日、衆議院議員を辞職。同年7月3日に、東京地方裁判所第二刑事部において重禁固10ヶ月の有罪の判決が言い渡された。その後、判決を不服として控訴したが、同年8月10日に、東京控訴院第一部で控訴棄却の判決が言い渡され、臼井は上告せず有罪が確定した。これにより勲四等を褫奪された。1915年3月、第12回総選挙に出馬して当選し議員に復帰。その後、第13回、第14回総選挙でも当選し、衆議院議員を通算7期務めた。

## 栄典
- 1920年（大正9年）11月1日 - 勲三等旭日中綬章[8]

## 著作
- 『世界の変局と日本の政治』東京堂、1918年。

## 親族
- 二女 植村キヨシ（植村東彦陸軍中将の妻）[1]